# Chrysops hirsuticallus
Chrysops hirsuticallus is een vliegensoort uit de familie van de dazen (Tabanidae). De wetenschappelijke naam van de soort is voor het eerst geldig gepubliceerd in 1941 door Philip.